# Chloropipo unicolor
Chloropipo unicolor е вид птица от семейство Манакинови (Pipridae).

## Разпространение
Видът е разпространен в Еквадор и Перу.